# Glacis (peinture)

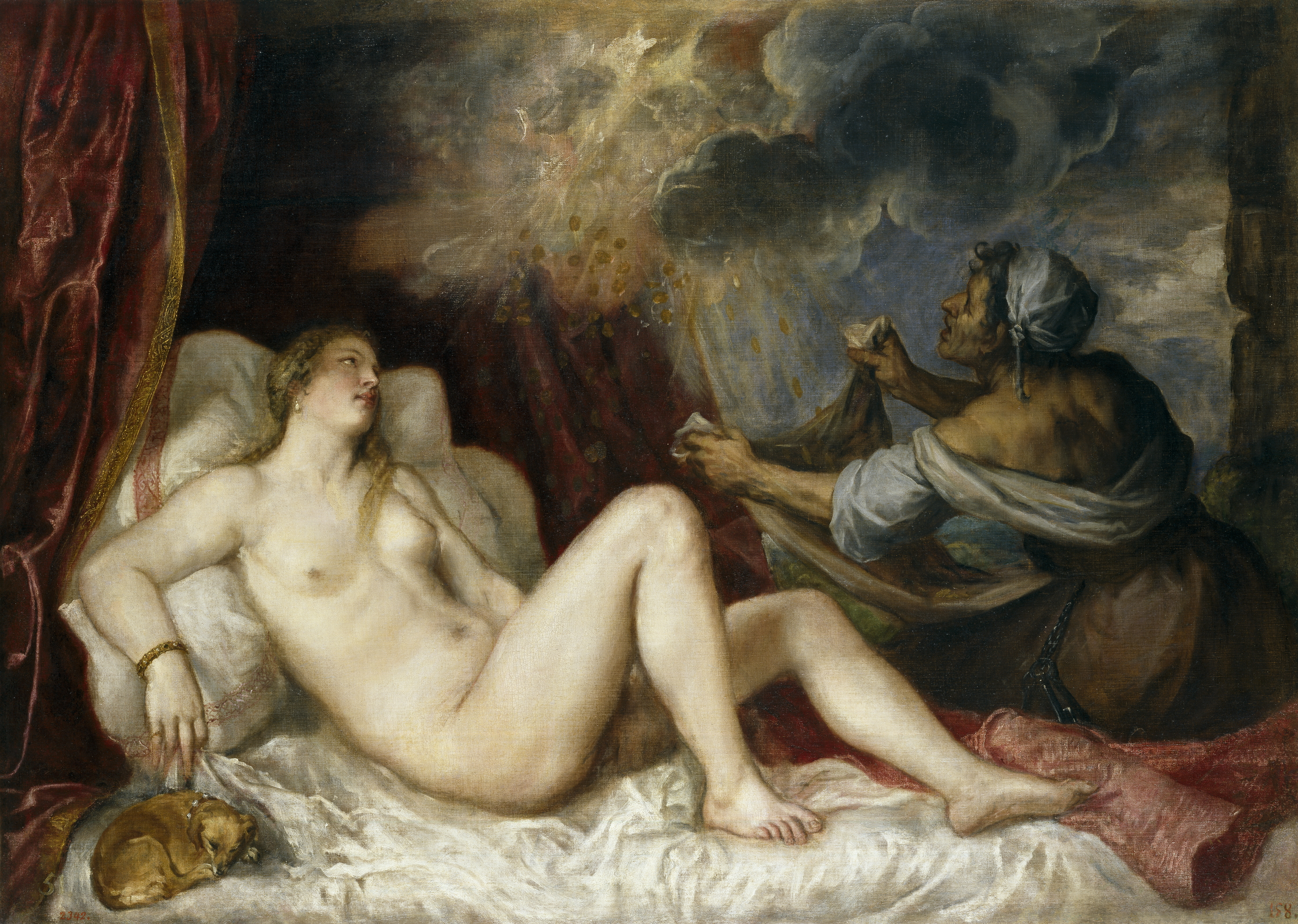
Titien, Danae, 1553-1554. Peinture à l'huile, 128 × 178 cm, Prado

Le glacis est une technique de la peinture à l'huile consistant à poser, sur une couche déjà sèche, une fine couche colorée transparente et lisse.
Le glacis est aussi possible à l'acrylique ou avec des encres ou peintures à base de gomme-laque.
Le jargon d'atelier de peinture a tendance à employer le terme « glacis » pour toute superposition de couches de peinture laissant transparaître la couche inférieure.

## Définition
Le glacis consiste à superposer une ou plusieurs couches de peinture transparente, qui produisent un effet de profondeur. La surface de la couche colorée doit être parfaitement lisse, et réfléchir la lumière. Les traces du pinceau doivent être imperceptibles, faute de quoi la diffusion de la lumière s'oppose à l'effet de transparence. La peinture se regarde dans la pénombre avec une lumière latérale, sinon on ne voit que les reflets.
Lorsque la peinture n'est pas complètement transparente, comme il se peut avec une couleur opaque dispersée dans une grande quantité de liant, l'effet est celui d'un voile sur le fond. Il vaut mieux parler alors de « vélature ».

## Principe
Quand une surface est mate, elle diffuse en tous sens la lumière qui lui parvient de n'importe quelle direction. En conséquence, on ne parvient pas à lui donner une teinte profonde. Chacun peut en faire l'expérience : un papier noir est gris à côté de la surface laquée noire d'un piano. Pour obtenir une couleur profonde, il faut une peinture lisse et transparente. En contrepartie, les couleurs intenses ne peuvent rester lumineuses : la proportion de lumière réfléchie est d'autant plus faible que la plage du spectre visible concernée est étroite.
La technique du glacis consiste à poser, sur une ébauche mate, une ou plusieurs couches fines et lisses qui vont agir comme un filtre optique. Un glacis produit une couleur plus intense qu'un mélange des pâtes sur la palette. En effet, si la couche de peinture contient un pigment transparent et un pigment opaque, celui-ci va renvoyer une lumière colorée diffuse avant qu'elle n'ait traversé la couche. Le pigment transparent, qui ne filtre la lumière que selon l'épaisseur traversée, suivant la loi de Beer-Lambert, a peu d'effet. Au contraire, si la couche transparente se trouve au dessus de la couche opaque, elle joue à plein, sélectionnant les radiations lumineuses, pour obtenir une couleur plus profonde.
Un glacis carminé sur un bleu de cobalt (opaque) produira un effet violacé plus intense qu'un mélange opaque de carmin et du même bleu sur la palette.
La couleur que perçoit le spectateur face à un tableau peint à glacis dépend un peu de la longueur du trajet de la lumière dans la couche transparente, et, donc, de l'éclairage ainsi que, dans une certaine mesure, de la direction d'observation, ce qui contribue à l'impression de profondeur.
La technique du glacis a aussi l'avantage d'isoler les pigments dans une couche de liant, ce qui limite leurs interactions chimiques. Cette propriété est surtout d'intérêt historique, car ces incompatibilités concernent surtout des pigments anciens souvent remplacés à cause de leur mauvaise tenue ou interdits à cause de leur toxicité. Il faut en tous cas éviter, pour glacer, d'avoir en fond les couleurs qui percent à travers les couches, comme le bleu de Prusse et les diverses terres ocres.
Dans les techniques plus rapides qui conservent un peu du relief de la toile à la surface de la peinture, un frottis, avec une peinture opaque assez pâteuse qui ne se dépose que sur les crêtes, permet d'obtenir, observée à distance, un mélange optique des couleurs. S'appliquant aussi sur une surface sèche ou presque sèche, son effet est absolument différent de celui du glacis ; la couleur résultante est plus lumineuse et moins saturée que celle qu'on obtiendrait par mélange des pâtes.
La théorie des effets d'un glacis dispose de plusieurs modèles, dont l'approximation de Kubelka-Munk est le plus simple. Toutefois, le nombre et la variabilité des paramètres impliqués impliquent que la maîtrise du glacis reste une compétence pratique du peintre.

### Glacis local
Ce glacis peut être local sur un motif ou général sur l'ensemble de la toile.
Un glacis local va permettre de travailler la profondeur d'un motif particulier : le lointain bleuté dans un paysage, le modelé d'un fruit dans une nature morte.

### Glacis général
Un glacis uniforme, posé sur toute la toile, va permettre de régler l'harmonie générale du tableau. À base de jaune-orangé par exemple, il va apporter une atmosphère plus chaleureuse à l'ensemble. Plus bleuté, il contribuera à refroidir l'atmosphère.
Le vernis appliqué pour protéger la couche picturale fait toujours effet de glacis ; son jaunissement avec le temps participe à la patine. Comme les couches de glacis à l'huile sont très minces et partant, fragiles, on préconise le double vernissage, afin de ne pas risquer de retirer, lors d'une restauration, la partie superficielle de la peinture.
En dehors de ce vernis, le glacis n'est pas toujours la dernière couche picturale. Assez fréquemment, les artistes ont peint sur le modelé des reflets ou des fines arêtes en peinture blanche opaque, classiquement céruse, qui, de cette manière, restent le plus blanches possible, sans perturber l'équilibre général des couleurs.

## Histoire
Le glacis est un procédé inventé avec la peinture à l'huile, probablement sous l'influence de l'art de la laque chinoise pour rendre l'effet de transparence des tissus ou la vibration de la chair. Cennino Cennini, au XIVe siècle, préconise des glacis à l'huile sur une couche de tempera à l'œuf.
Cette pratique a mené à la mise au point de nombreux médiums à base de résine et d'huiles siccatives, crues ou cuites, destinés à permettre une moindre attente entre deux couches et à obtenir différents effets.
On peut situer ses débuts à la Renaissance, avec les primitifs flamands tout d'abord, puis avec les Vénitiens. Leur peinture superpose souvent plusieurs couches de glacis, créant par la superposition des couleurs des couleurs profondes et des nuances raffinées afin de renforcer l'illusion de présence des sujets. Léonard de Vinci superpose des glacis et vélatures et tire de cette technique son modelé et son célèbre sfumato.
La pratique du clair-obscur, du Caravage et de Rembrandt à La Tour, a également porté le glacis à un haut degré de raffinement[réf. nécessaire].
Au XIXe siècle, les artistes recherchent des procédés plus rapides et moins laborieux, ce qui amène à des expériences parfois désastreuses avec les siccatifs. À la fin du siècle, l'impressionnisme favorise la peinture alla prima, sans superpositions ni, évidemment, glacis. La technique reste à l'honneur dans la peinture académique.

## Mise en œuvre
La pratique du glacis est surtout pratiquée en peinture à l'huile car la brillance de l'huile est la plus à même de créer cet effet de profondeur.
Un glacis se pose à sec ; c'est donc une technique lente, il faut attendre que la couche inférieure soit au moins partiellement sèche. On mélange une petite quantité de la couleur désirée, qui doit être transparente, à du liant (huile, liant acrylique) ou de médium à peindre. L'intensité de la coloration dépend de l'épaisseur de la couche. Des artistes comme Léonard de Vinci ou le Titien étendaient la couche avec le doigt afin de la rendre plus fine en certains endroits du tableau pour réaliser un fondu entre les couleurs.
En peinture à l'huile, les plus beaux glacis sont obtenus par dilution de la couleur avec de l'huile standolie ou de l'ambre[réf. nécessaire].
Les pigments laques (alizarine) sont donc conseillés[réf. nécessaire]. L'artiste se référera pour cela au degré de transparence indiqué par le fabricant sur le tube de couleur (mentionné par un carré vide ou un T).